# Biancosarti
Il Biancosarti è un aperitivo dolce prodotto tramite distillazione di erbe, spezie e fiori, con un sapore caratterizzato dalla forte presenza di cortecce e radici. 

## Storia
Nel 1952, i fratelli Amedeo, Angelo e Mario Dalle Molle – già produttori del VOV e del Cynar – acquisirono la Luigi Sarti & Figli di Bologna, nota soprattutto per la produzione del Biancosarti e dei pregiati brandy. Insieme alla Senatore Francesco Tenerelli di Catania, alla Freund Ballor & C. di Torino e alla G.B. Pezziol di Padova, la Sarti entrò così a far parte del Gruppo Grandi Marche Associate dei fratelli Dalle Molle; il quale, grazie un importante e mirato battage pubblicitario, pose alla ribalta l'aperitivo per tutto il tempo in cui restò proprietario del marchio. Con la scomparsa di Amedeo Dalle Molle (1971) e con l'insorgere di problematiche familiari che condussero alla scissione delle quote societarie, agli inizi degli anni Ottanta, Angelo e Mario Dalle Molle cedettero l'Azienda all'olandese Ervin Lucas Bols. Dal 1995, il Biancosarti è prodotto e distribuito dal Gruppo Campari.

## Caratteristiche
Il Biancosarti è di colore chiaro e brillante e ha un sapore dolce. La sua gradazione alcolica è del 28%.
Può essere bevuto come aperitivo, liscio, con ghiaccio, con selz, oppure in cocktail e long drink.

## Pubblicità
L'aperitivo fu reso celebre dallo slogan "Biancosarti: l'aperitivo vigoroso", utilizzato in numerose pubblicità che hanno visto tra i testimonial personaggi come l'attore Amedeo Nazzari e il tenente Sheridan - Ubaldo Lay nel dopoguerra, e successivamente il tenente Kojak - Telly Savalas negli anni settanta. Anche Giorgio Gaber ha interpretato vari caroselli per il Biancosarti, nel 1967 e nel 1968, infine anche il compositore di ballo liscio Raoul Casadei è stato testimonial del liquore Biancosarti.
All'inizio degli anni 2000 il regista Stefano Moro ha diretto uno spot pubblicitario per il liquore, in cui sono presenti numerose citazioni del cinema horror, tra cui Jason di Venerdì 13.